# Gran Premi de Malàisia del 2009
El Gran Premi de Malàisia de Fórmula 1 de la Temporada 2009 es va disputar al circuit de Sepang, a Kuala Lumpur el 5 d'abril del 2009.

## Qualificacions del dissabte
Temps dels pilots en els entrenaments oficials de dissabte.
| Pos. | Pilot                | Equip                 | Temps Q1 | Temps Q2 | Temps Q3 |
| ---- | -------------------- | --------------------- | -------- | -------- | -------- |
| 1    | Jenson Button        | Brawn                 | 1:35.058 | 1:33.784 | 1:35.181 |
| 2    | Jarno Trulli         | Toyota                | 1:34.745 | 1:33.990 | 1:35.273 |
| 3    | Sebastian Vettel¹    | Red Bull - Renault    | 1:34.935 | 1:34.276 | 1:35.518 |
| 4    | Rubens Barrichello²  | Brawn                 | 1:34.681 | 1:34.387 | 1:35.651 |
| 5    | Timo Glock           | Toyota                | 1:34.907 | 1:34.258 | 1:35.690 |
| 6    | Nico Rosberg         | Williams - Toyota     | 1:35.083 | 1:34.547 | 1:35.750 |
| 7    | Mark Webber          | Red Bull - Renault    | 1:35.027 | 1:34.222 | 1:35.797 |
| 8    | Robert Kubica        | BMW Sauber            | 1:35.166 | 1:34.562 | 1:36.106 |
| 9    | Kimi Räikkönen       | Ferrari               | 1:35.476 | 1:34.456 | 1:36.170 |
| 10   | Fernando Alonso      | Renault               | 1:35.260 | 1:34.706 | 1:37.659 |
| 11   | Nick Heidfeld        | BMW Sauber            | 1:35.110 | 1:34.769 |          |
| 12   | Kazuki Nakajima      | Williams - Toyota     | 1:35.341 | 1:34.788 |          |
| 13   | Lewis Hamilton       | McLaren - Mercedes    | 1:35.280 | 1:34.905 |          |
| 14   | Heikki Kovalainen    | McLaren - Mercedes    | 1:35.023 | 1:34.924 |          |
| 15   | Sebastien Bourdais   | Toro Rosso - Ferrari  | 1:35.507 | 1:35.431 |          |
| 16   | Felipe Massa         | Ferrari               | 1:35.642 |          |          |
| 17   | Nelson Piquet Jr.    | Renault               | 1:35.708 |          |          |
| 18   | Giancarlo Fisichella | Force India - McLaren | 1:35.908 |          |          |
| 19   | Adrian Sutil         | Force India - McLaren | 1:35.951 |          |          |
| 20   | Sebastien Buemi      | Toro Rosso - Ferrari  | 1:36.107 |          |          |

### Sancions
- Nota 1:  Vettel ha perdut 10 posicions en la graella perquè en el Gran Premi anterior va provocar un accident amb el cotxe de Kubica.[2]
- Nota 2:  Barrichello ha perdut 5 posicions en la graella perquè va canviar la caixa de canvis després de la primera jornada d'entrenaments.[2]

## Resultats de la cursa
La quantitat de pluja que ha caigut al circuit de Sepang mentre es disputava el Gran Premi de Malàisia ha fet que els comissaris i director aturessin la cursa quan només s'havien completat 32 de les 56 voltes previstes. Després de 50 minuts de deliberació, han decidit suspendre-la definitivament. Com que no s'havia completat el 75% de la carrera, els pilots guanyen només la meitat dels punts que els correspondrien.
| Pos | N. | Pilot                | Equip                  | Voltes | Temps/ Retir.    | Pos. de sort. | Punts |
| --- | -- | -------------------- | ---------------------- | ------ | ---------------- | ------------- | ----- |
| 1   | 22 | Jenson Button        | Brawn - Mercedes       | 31     | 55' 30. 622      | 1             | 5     |
| 2   | 6‡ | Nick Heidfeld        | BMW Sauber             | 31     | + 22.722 s       | 10            | 4     |
| 3   | 10 | Timo Glock           | Toyota                 | 31     | + 23.513 s       | 3             | 3     |
| 4   | 9  | Jarno Trulli         | Toyota                 | 31     | + 46.173 s       | 2             | 2.5   |
| 5   | 23 | Rubens Barrichello   | Brawn - Mercedes       | 31     | + 47.360 s       | 8             | 2     |
| 6   | 14 | Mark Webber          | Red Bull - Renault     | 31     | + 52.333 s       | 5             | 1.5   |
| 7   | 1‡ | Lewis Hamilton       | McLaren - Mercedes     | 31     | + 1' 00.733 min. | 12            | 1     |
| 8   | 16 | Nico Rosberg         | Williams - Toyota      | 31     | + 1' 11.576 min. | 4             | 0.5   |
| 9   | 3‡ | Felipe Massa         | Ferrari                | 31     | + 1' 16.932 min. | 16            |       |
| 10  | 11 | Sébastien Bourdais   | Toro Rosso - Ferrari   | 31     | + 1' 42.164 min. | 15            |       |
| 11  | 7‡ | Fernando Alonso      | Renault                | 31     | + 1' 49.422 min. | 9             |       |
| 12  | 17 | Kazuki Nakajima      | Williams - Toyota      | 31     | + 1' 56.130 min. | 11            |       |
| 13  | 8‡ | Nelson Piquet Jr.    | Renault                | 31     | + 1' 56.713 min. | 17            |       |
| 14  | 4‡ | Kimi Räikkönen       | Ferrari                | 31     | + 2' 22.841 min. | 7             |       |
| 15  | 15 | Sebastian Vettel     | Red Bull - Renault     | 30     | Virolla (a 1 v.) | 13            |       |
| 16  | 12 | Sébastien Buemi      | Toro Rosso - Ferrari   | 30     | Virolla (a 1 v.) | 20            |       |
| 17  | 20 | Adrian Sutil         | Force India - Mercedes | 30     | + 1 volta        | 19            |       |
| 18  | 21 | Giancarlo Fisichella | Force India - Mercedes | 29     | Virolla (a 2 v.) | 18            |       |
| Ret | 5  | Robert Kubica        | BMW Sauber             | 1      | Motor            | 6             |       |
| Ret | 2‡ | Heikki Kovalainen    | McLaren - Mercedes     | 0      | Virolla          | 14            |       |

Els cotxes que munten el kers estan marcats amb el símbol ‡.

## Altres
- Pole: Jenson Button 1' 35. 181

- Volta ràpida: Jenson Button 1' 36. 641 (a la volta 18)